# Phase One: Celebrity Take Down
Phase One: Celebrity Take Down és un DVD recopilatori del grup Gorillaz publicat el novembre de 2002. El treball inclou vídeos i animacions relacionades amb el llançament del primer àlbum del grup, Gorillaz, i dels seus senzills. També anava acompanyat d'un CD-ROM extra amb material especial com fons d'escriptori o protectors de pantalla.
El DVD explica un petit relat. Ets un investigador de policia enviat a comprovar els Kong Studios a causa d'uns estranys successos. Els estudis semblen estar en bon estat, però canvia dramàticament en la Phase Two. Si esperes en una habitació durant força estona, seràs atacat i moriràs.

## Llista de cançons
1. «Introduction» – 1:20
2. «Tomorrow Comes Today» (vídeo) – 3:15
3. «The Game of Death» (G-Bite) – 1:00
4. «Clint Eastwood» (vídeo) – 4:44
5. «Clint Eastwood» (Animatic) – 4:44
6. «Clint Eastwood» (Storyboards)
7. «Image Gallery» – 6:13
8. «The Eel» (G-Bite) – 1:00
9. «19/2000» (vídeo) – 3:55
10. «19/2000» (Animatic) – 3:55
11. «19/2000» (Storyboards)
12. «2D Interview» – 0:55
13. «Free Tibet» (G-Bite) – 1:00
14. «Rock The House» (vídeo) – 3:15
15. «Rock The House» (Animatic) – 3:15
16. «Rock The House» (Storyboards)
17. «Jump The Gut» (G-Bite) – 1:15
18. «5/4» (Animatic inacabat) – 3:00
19. «Hey, Our Toys Have Arrived!» (G-Bite) – 0:45
20. «Clint Eastwood» (directe als Brit Awards) – 4:12
21. «Clint Eastwood» (directe als Golden Music Awards) – 4:15
22. «The Charts of Darkness» (documental) – 24:55
23. «M1A1» (xou visual en directe) – 4:01
24. «Tomorrow Comes Today» (xou visual en directe) – 3:15
25. «Dracula» (xou visual en directe) – 4:44
26. «Punk» (xou visual en directe) – 1:36
27. «5/4» (xou visual en directe) – 3:00
28. «Sound Check (Gravity)» (xou visual en directe) – 4:34
29. «Gorillaz Website Tour» – 10:03
30. «Dr. Wurzel's Winnebago» – 6:11
31. «Fancy Dress» (G-Bite inacabat) – 0:45
32. «Lil' Dub Chefin» (vídeo) & End Credits – 4:45
33. «Hidden Extras»

## Gorillaz Bites
- Jump the Gut (Salta l'intestí)
- Hey! Our Toys Have Arrived (Hey! Han arribat les nostres joguines)
- The Game of Death (El joc de la mort)
- Free Tibet Campaign (Campanya pel Tibet lliure)
- The Eel (L'anguila)
- Fancy Dress (Disfressa)